# Talib Kibwe
Talib Kibwe, auch T. K. Blue (* 7. Februar 1953 in New York City) ist ein US-amerikanischer Musiker (Saxophon, Flöte, Klarinette, Komposition) des Modern Creative Jazz.

## Leben und Wirken
Seine Eltern stammten aus Jamaika und aus Trinidad, und er verarbeitete später deren afro-karibische Musik in seinem Personalstil. 
Kibwe spielte schon im Alter von acht Jahren in seiner Heimatstadt Lakeview auf Long Island Trompete, wechselte dann zum Schlagzeug. Mit 17 Jahren entschied er sich für die Flöte als Hauptinstrument. Von 1971 bis 1975 studierte er in New York Musik und Psychologie und konzentrierte sich danach auf das Saxophonspiel. Er studierte dann im Jazzmobile-Programm bei Jimmy Heath, Frank Foster, Ernie Wilkins und Billy Mitchell. In dieser Zeit spielte er unter dem Namen T. K. Blue in der Avantgarde Jazzszene von New Yorks East Village, u. a. mit Don Cherry, aber auch mit den Apollo Stompers von Jaki Byard. 1979 absolvierte er seinen Master in Musikerziehung an der Columbia University.
Von 1977 bis 1980 trat er mit Abdullah Ibrahim (Dollar Brand) auf, dann zog er Ende 1981 nach Paris, wo er sich bis 1989 niederließ und u. a. mit der Brotherhood of Breath von Chris McGregor arbeitete und mit Archie Shepp bzw. Steve McCraven auftrat. In dieser Zeit beschäftigte er sich intensiv mit afrikanischer Musikkultur. 1982 war er an Sam Rivers’ Album „Colors“ beteiligt. Im Jahr 1986 entstand sein erstes Album, Egyptian Oasis; es folgten vom US-State Department veranstaltete Tourneen, die durch 20 afrikanische Länder führten. Nach 1990 hielt er sich wieder in den USA auf und arbeitete mit eigenen Formationen und dem Quartett TaJa (gemeinsam mit James Weidman). Sein zweites Album, „Introducing Talib Kibwe“, erschien 1996 auf dem Evidence-Label; auf ihm wirken Gastmusiker wie Randy Weston und Benny Powell mit. Für Weston und sein Spirit of Life Orchestra hatte Kibwe schon vorher als musikalischer Direktor gearbeitet (The Spirit of Our Anchstors, 1991, Volcano Blues 1993 und Khepera, 1998). 
1998 entstand für das Jazzlabel Arkadia Jazz das Album „Another Blue“, im Jahr 2000 „Eyes of the Elders“ mit Musikern wie Randy Brecker, Joanne Brackeen, Lonnie Plaxico und Jeff Tain Watts. 2011 erschien sein Album Latin Bird auf Motéma Music.
Kibwe leitete zwischen 2007 und 2014 als Hochschullehrer das Jazzprogramm der Long Island University und lehrte zudem Jazzgeschichte an der Montclair State University.